# 広島電鉄仁保営業課
広島電鉄広島中央営業所仁保支所（ひろしまでんてつひろしまちゅうおうえいぎょうしょにほししょ）とは広島県広島市南区仁保沖町1-92(位置)にある広電バス広島中央営業所の支所である。黄金山通りに面したマツダ宇品工場の北側にあり、市内線のみを担当する。

## 沿革
- 1982年（昭和57年）1月16日、仁保車庫事務所が竣工。1983年（昭和58年）12月20日、仁保営業所として開設された。
- 2010年（平成22年）3月10日、PASPY定期券の販売を始める。
- 2023年（令和5年）4月11日、機構改正に伴い広島中央営業所（旧:江波営業課）の支所に旧:曙営業所（現:同営業所曙支所）と共に格下げされた。

## 担当路線
4号線
- 県庁前 → 八丁堀 → 広島駅 → 段原一丁目 → <<的場町/荒神町>> → 比治山小学校裏  → 市立工業高校前 → 邇保姫神社入口 → 東本浦 → 地方 → 柞木（） → 仁保4丁目 → 仁保車庫前
- 県庁前 → 八丁堀 → 広島駅 → 段原一丁目 → <<的場町/荒神町>> → 比治山小学校裏  → 市立工業高校前 → 邇保姫神社入口 → 東本浦 → 仁保中学校前 →  仁保4丁目 → 仁保車庫前
- 県庁前 → 八丁堀 → 広島駅 → 段原一丁目 → <<的場町/荒神町>> → 比治山小学校裏  → 市立工業高校前 → 邇保姫神社入口 → 東本浦 → 向洋新町車庫(洋光台)
  - 荒神町は、平日8時台に県庁前発便のみ経由する。その他の曜日、時間帯は的場町を経由する。
- 県庁前 ← 八丁堀 ← 広島駅 ← <<的場町/荒神町>> ← 段原一丁目 ← 比治山小学校前  ← 東雲本町3丁目 ← 邇保姫神社入口 → 東本浦 ← 地方 ← 柞木 ← 仁保4丁目 ← 仁保車庫前
- 県庁前 ← 八丁堀 ← 広島駅 ← <<的場町/荒神町>>  ← 段原一丁目 ← 比治山小学校裏 ← 市立工業高校前 ← 邇保姫神社入口 ← 東本浦 ← 仁保中学校前 ← 仁保4丁目 ← 仁保車庫前
- 県庁 ← 八丁堀 ← 広島駅  ← <<的場町/荒神町>> ← 段原一丁目 ← 比治山小学校裏 ← 市立工業高校前 ← 邇保姫神社入口 ← 東本浦 ← 向洋新町車庫(洋光台)
  - 荒神町は平日16〜17時台に仁保方面発便のみ経由する。その他の曜日、時間帯は的場町を経由する。

7号線
- 横川駅前 → 中広中学校前 → 中広2丁目 → 上天満町 → 十日市 → 原爆ドーム前 → (県庁前) → 中電前 → 市役所 → 国泰寺町二丁目 → 昭和町 → 皆実町一丁目 → 出汐町 → 大学病院南門 → 東雲町 → 仁保二丁目 → 渕崎 → 上柞木 → 仁保車庫
  - 横川駅前発は平日朝の1本のみ。横川駅前始発便は県庁前を通らない。休日運休。
- 横川駅 → 中広中学校前 → 中広2丁目 → 上天満町 → 十日市 → 原爆ドーム前 → (県庁前) → 中電前 → 市役所 → 国泰寺町二丁目 → 昭和町 → 皆実町一丁目 → 出汐町 → 大学病院南門 → 東雲町 → 仁保二丁目 → 渕崎 → 向洋本町 → 向洋新町車庫 
  - 横川駅前発は平日朝の2便のみ。横川駅前始発便は県庁前を通らない。
- 紙屋町 ← 中電前 ← 市役所 ← 国泰寺町二丁目 ← 昭和町 ← 皆実町一丁目 ← 出汐町 ← 大学病院南門 ← 東雲町 ← 仁保一丁目 ← 地方 ← 渕崎 ← 上柞木 ← 仁保車庫
  - 日祝日運休。仁保車庫前→横川駅前行きは全廃された。
- 横川駅 ← 中広中学校前 ← 中広2丁目 ← 上天満町 ← 十日市 ← 原爆ドーム前 ← 紙屋町 ← 中電前 ← 市役所 ← 国泰寺町二丁目 ← 昭和町 ← 皆実町一丁目 ← 出汐町 ← 大学病院南門 ← 東雲町 ← 仁保一丁目 ← 地方 ← 向洋本町 ← 向洋新町車庫 
  - 横川駅前行は平日朝の2便のみ。横川駅行と紙屋町終点便は紙屋町のバス停の位置が異なる。

12号線
- 東浄小学校 - 戸坂中学校 - 戸坂南2丁目 - 専教寺前(広島城北学園入口) - 桜ヶ丘団地入口 - 戸坂小学校 - 下千足 - 広島ゴルフ場前 - 不動院 - 東区スポーツセンター入口 - 牛田本町 - 牛田大橋 - 白島町 - 逓信病院前 - 縮景園前 - 女学院前 - 八丁堀（天満屋前） - 富士見町 - 竹屋町 - 御幸橋 - 附属高校前 - 西翠町 - 県病院 - 県立広島大学 - 丹那町 - 仁保沖町
  - 朝御幸橋発東浄ゆきがある。とうかさん・えびす講の中央通り通行止め時は紙屋町・本通り経由で運行され、新天地を通らない
- 東浄小学校 - 戸坂中学校 - 戸坂南2丁目 - 専教寺前(広島城北学園入口) - 桜ヶ丘団地入口 - 戸坂小学校 - 下千足 - 広島ゴルフ場前 - 不動院 - 東区スポーツセンター入口 - 牛田本町 - 牛田大橋 - 白島町 - 逓信病院前 - 縮景園前 - 女学院前 - 八丁堀（天満屋前）- 鶴見橋  - (比治山トンネル)- 段原中央 - 大学病院入口 - 旭町
  - 朝・夕の運行。休日運休。とうかさん・えびす講の中央通り通行止め時は比治山下経由で運行され、新天地・田中町を通らない
- 急行:東浄小学校 → 戸坂中学校 → 戸坂南2丁目 → 専教寺前(広島城北学園入口) → 桜ヶ丘団地入口 → 戸坂小学校 → 下千足 → 広島ゴルフ場前 → 天水 → （ノンストップ） → 女学院前 → 八丁堀（天満屋前） → 富士見町 → 竹屋町 → 御幸橋 → 附属高校前 → 西翠町 → 県病院 → 県立広島大学 → 丹那町 → 仁保沖町
  - 平日朝仁保行きのみ4便運行。天水から女学院前ノンストップ。土曜休日運休。
- 急行:東浄小学校- 戸坂中学校 - 戸坂南2丁目 - 専教寺前(広島城北学園入口) - 桜ヶ丘団地入口 - くるめ木2丁目 - 広島ゴルフ場前 - 牛田新町1丁目 - （ノンストップ） - 新白島駅 - 本通り - 市役所前 - 南竹屋町- 御幸橋 - 附属高校前 - 西翠町 - 県病院 - 県立広島大学 - 丹那町 - 仁保沖町
  - 平日朝に仁保行き5便・夕方に東浄行き3便運行。市役所経由。牛田新町1丁目から新白島駅・本通り間ノンストップ。土曜休日運休。

## 車庫
- 広島中央営業課仁保支所向洋新町車庫（5）
  - 広島県広島市南区向洋新町3丁目18-6
- 広島中央営業課仁保支所中山車庫（5）
  - 広島県広島市東区中山上2丁目37

## 周辺
- 仁保車庫バス停
- 仁保沖町バス停
- マツダ宇品工場
- 広島市立楠那小学校
- 広島市立楠那中学校
- 日本ペイント・オートモーティブコーティングス広島工場

## アクセス
- 4号線
- 7号線 仁保車庫前
- 12号線 仁保沖町